# Championnat de Pologne de football 1989-1990
Navigation
Édition précédente Édition suivante
La saison 1989-1990 du championnat de Pologne est la soixante-deuxième saison de l'histoire de la compétition. Cette édition a été remportée par le Lech Poznań devant le Zagłębie Lubin.

## Les clubs participants
| Club                  | Ville     |
| --------------------- | --------- |
| GKS Katowice          | Katowice  |
| Górnik Zabrze         | Zabrze    |
| Jagiellonia Białystok | Białystok |
| Lech Poznań           | Poznań    |
| Legia Varsovie        | Varsovie  |
| LKS Łódź              | Lódź      |
| Motor Lublin          | Lublin    |
| Olimpia Poznań        | Poznań    |
| Ruch Chorzów          | Chorzów   |
| Sląsk Wrocław         | Wrocław   |
| Stal Mielec           | Mielec    |
| Widzew Łódź           | Lódź      |
| Wisła Cracovie        | Cracovie  |
| Zagłębie Lubin        | Lubin     |
| Zagłębie Sosnowiec    | Sosnowiec |
| Zawisza Bydgoszcz     | Bydgoszcz |

## Compétition

### Classement
| Rang | Équipe                 | Pts | J  | G  | N  | P  | Bp | Bc | Diff |
| ---- | ---------------------- | --- | -- | -- | -- | -- | -- | -- | ---- |
| 1    | Lech Poznań            | 42  | 30 | 13 | 12 | 5  | 45 | 25 | +20  |
| 2    | Zagłębie Lubin (P)     | 40  | 30 | 14 | 10 | 6  | 37 | 23 | +14  |
| 3    | GKS Katowice           | 40  | 30 | 12 | 14 | 4  | 31 | 17 | +14  |
| 4    | Zawisza Bydgoszcz (P)  | 37  | 30 | 13 | 7  | 10 | 36 | 25 | +11  |
| 5    | Olimpia Poznań         | 36  | 30 | 12 | 10 | 8  | 35 | 23 | +12  |
| 6    | Górnik Zabrze          | 36  | 30 | 13 | 10 | 7  | 37 | 27 | +10  |
| 7    | Legia Varsovie (C)     | 35  | 30 | 10 | 16 | 4  | 27 | 18 | +9   |
| 8    | ŁKS Łódź               | 34  | 30 | 12 | 10 | 8  | 35 | 30 | +5   |
| 9    | Wisła Cracovie         | 31  | 30 | 8  | 12 | 10 | 32 | 33 | -1   |
| 10   | Śląsk Wrocław          | 27  | 30 | 8  | 10 | 12 | 30 | 34 | -4   |
| 11   | Stal Mielec            | 26  | 30 | 8  | 10 | 12 | 27 | 38 | -11  |
| 12   | Ruch Chorzów           | 25  | 30 | 8  | 9  | 13 | 31 | 36 | -5   |
| 13   | Motor Lublin (P)       | 21  | 30 | 6  | 13 | 11 | 18 | 35 | -17  |
| 14   | Zagłębie Sosnowiec (P) | 20  | 30 | 6  | 12 | 12 | 22 | 36 | -14  |
| 15   | Widzew Łódź            | 17  | 30 | 4  | 12 | 14 | 22 | 39 | -17  |
| 16   | Jagiellonia Białystok  | 13  | 30 | 3  | 13 | 14 | 19 | 45 | -26  |

| Légende | Légende                                                                                      |
| ------- | -------------------------------------------------------------------------------------------- |
|         | Coupe des clubs champions européens 1990-1991 (1er tour)                                     |
|         | Coupe d'Europe des vainqueurs de coupe 1990-1991 (1er tour)                                  |
|         | Coupe UEFA 1990-1991 (1er tour)                                                              |
|         | Relégué en II Liga                                                                           |
|         | (T) : Tenant du titre 1988-1989 (C) : Vainqueur de la Coupe de Pologne 1989-1990 (P) : Promu |

## Bilan de la saison
| Tableau d'Honneur |                |
| Compétition       | Vainqueur      |
| I Liga            | Lech Poznań    |
| Coupe de Pologne  | Legia Varsovie |

| Promotions et relégations |                                   |
| Relégués en II Liga       | Widzew Łódź Jagiellonia Białystok |
| Promus de II Liga         | Hutnik Cracovie Igloopol Dębica   |

| Qualifications européennes 1990-1991   |                             |
| Coupe des clubs champions européens    | Qualifié                    |
| 1er tour                               | Lech Poznań                 |
| Coupe d'Europe des vainqueurs de coupe | Qualifié                    |
| 1er tour                               | Legia Varsovie              |
| Coupe UEFA                             | Qualifiés                   |
| 1er tour                               | Zagłębie Lubin GKS Katowice |

## Meilleurs buteurs
| # | Joueur             | Équipe         | Buts |
| - | ------------------ | -------------- | ---- |
| 1 | Andrzej Juskowiak  | Lech Poznań    | 18   |
| 2 | Ryszard Cyroń (en) | Górnik Zabrze  | 16   |
| 3 | Janusz Kudyba (en) | Zagłębie Lubin | 12   |
| 3 | Krzysztof Warzycha | Ruch Chorzów   | 12   |